# Krossobanen
Krossobanen är en kabinbana i Rjukan i Norge. Den byggdes som en gåva från Norsk Hydro till invånarna i Rjukan för att de skulle få möjlighet att se solen under vinterhalvåret och invigdes den 21 januari 1928.
Linbanan var den första i Nordeuropa som byggdes för persontransport. Den är 814 meter lång och har en fallhöjd på 498 meter. Dess två kabiner, den röda tyttebæret (lingonet) och den blåa blåbæret (blåbäret) har plats för 24 passagerare eller 2 050 kg gods plus förare vardera. Resan tar 5 minuter.

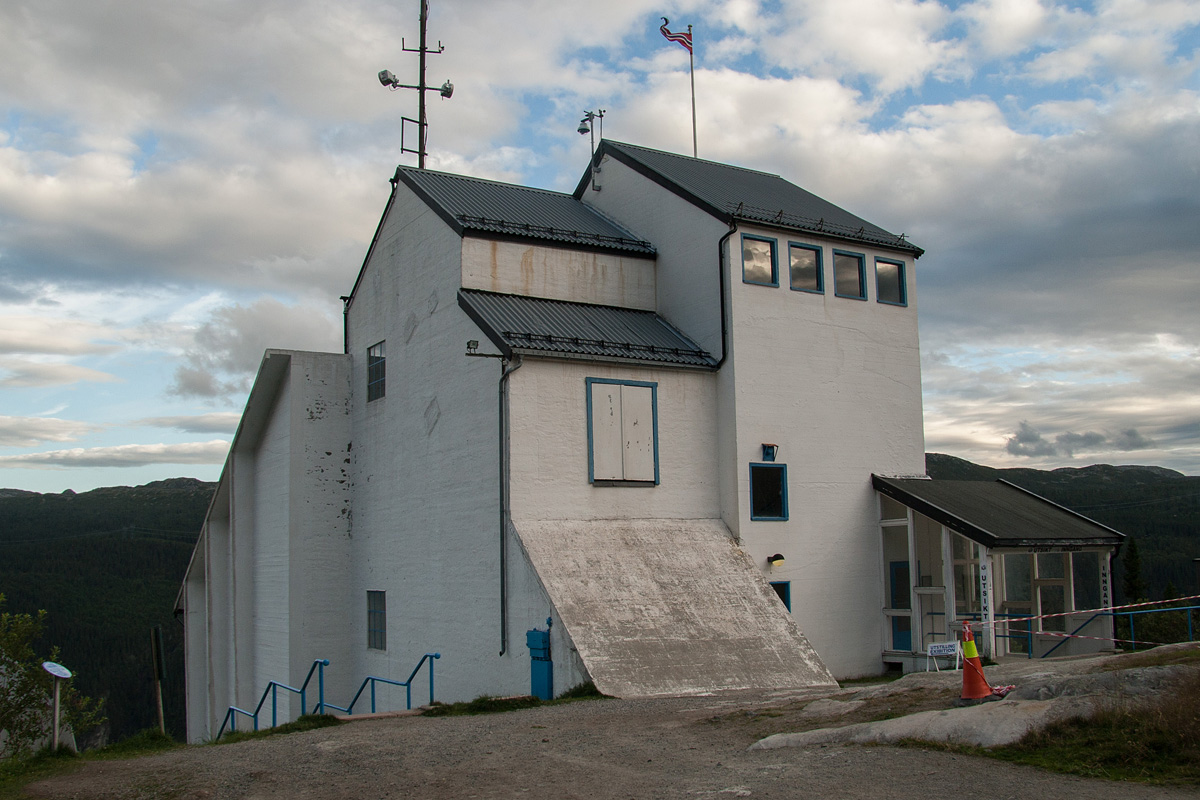
Bergstationen Gvepseborg.

Dalstationen ligger 403 meter över havet, en kilometer från Rjukans centrum, och bergstationen Gvepseborg 886 meter över havet. Från utsiktsplatsen på taket ser man bland annat Rjukan, Gaustatoppen och Vemork där tungvattenaktionen ägde rum under andra världskriget. Gvepseborg är starpunkt för en cykelled över Hardangervidda.
I maj 2015 utsågs Krossobanen till byggnadsminne av Riksantikvaren  och den 5 juli samma år utsåg Unesco linbanan  till en del av världsarvet Rjukan–Notoddens industriarv.